# Silene assyriaca
Silene assyriaca är en nejlikväxtart som beskrevs av Heinrich Carl Haussknecht, Amp; Bornm. och Lazkov. Silene assyriaca ingår i släktet glimmar, och familjen nejlikväxter. Inga underarter finns listade i Catalogue of Life.